# AZERTY

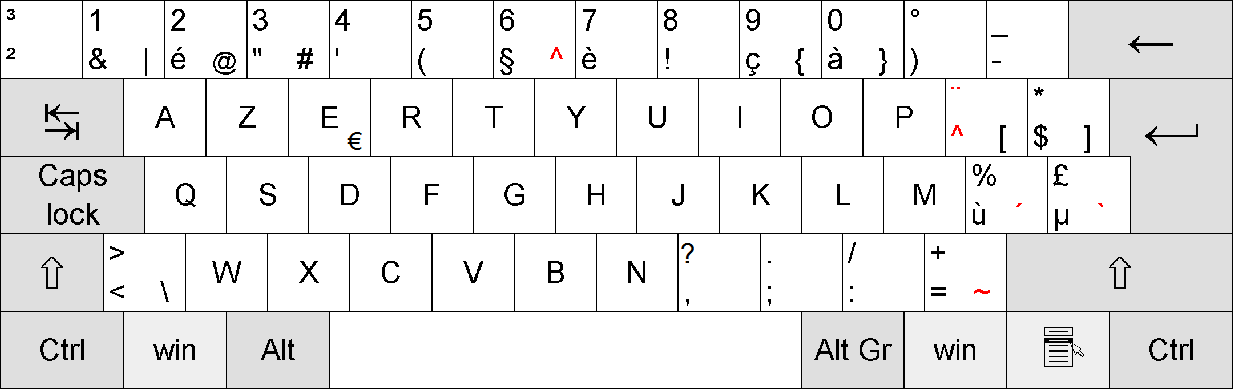
Belgische AZERTY

AZERTY verwijst naar een systeem van indeling van toetsen op toetsenborden en typemachines, waarvan de eerste rij letters begint met de A, Z, E, R, T en Y, dit is hiermee de naam van deze toetsenbordindeling. Het is de meest gebruikelijke indeling in België en in Frankrijk. Het toetsenbord is ontworpen om gemakkelijk Franstalige teksten te kunnen invoeren. Toch wordt het niet alleen in Franstalige gebieden gebruikt, maar in heel België waaronder het Nederlandstalige Vlaanderen.

Franse AZERTY

In de Duitstalige landen en een aantal landen van het voormalige Oostblok worden toetsenborden met een QWERTZ-indeling gebruikt. In Nederland en vrijwel alle andere landen waar het Latijnse schrift wordt gebruikt is QWERTY gebruikelijk.
Er zijn twee varianten van het azertytoetsenbord: de Franse en de Belgische. De letters staan op dezelfde plaats, maar sommige symbolen staan op een andere plaats, bijvoorbeeld het gelijkheidsteken (=) en het uitroepteken (!).
Azertytoetsenborden zijn speciaal geschikt voor het Frans: de accentletters die in die taal het vaakst worden gebruikt, namelijk à, ç, é, è en ù, hebben elk een eigen toets. Dit betekent echter niet dat de AZERTY-indeling een noodzaak is om Frans te typen. Ook Canadese toetsenborden (QWERTY) en Zwitserse toetsenborden (QWERTZ) hebben aparte toetsen voor Franse accentletters. Op qwertytoetsenborden met de Amerikaans-internationale indeling, die in Nederland standaard zijn, kunnen alle benodigde accenten met behulp van zogenoemde dode toetsen worden getypt.
Kenmerkend voor azertytoetsenborden is dat ze geen caps lock-toets hebben, maar net zoals oude schrijfmachines een shift lock-toets, ook al staat er verwarrend genoeg meestal "Caps Lock" op de toets. De shift lock-toets verandert niet alleen gewone letters in hoofdletters (zoals bij Caps lock), maar schakelt ook de meeste leestekens en de accentletters uit. In de recentste Windows-versies kunnen azertytoetsenborden overigens zodanig worden ingesteld dat de shift lock-toets als een caps lock-toets werkt.
Ook kenmerkend is dat de "µ" (Griekse letter mu) direct op het toetsenbord staat terwijl andere tekens zoals de accolades ({ en }), het @-teken en de schuine strepen (/ en \) enkel als toetsencombinatie met Alt Gr beschikbaar zijn. Veel software-ontwikkeling gebeurt op qwertytoetsenborden. Op die toetsenborden zijn deze laatste tekens beter bereikbaar en worden ze frequent gebruikt als sneltoets. Het µ-symbool komt niet op een QWERTY voor en wordt in weinig softwareprogramma's als sneltoets gebruikt.
```
Standaardtekens Belgisch AZERTY:
²  &  é  "  '  (  §  è  !  ç  à  )  -
    a  z  e  r  t  y  u  i  o  p  ^  $
     q  s  d  f  g  h  j  k  l  m  ù  µ
   <  w  x  c  v  b  n  ,  ;  :  = 

```

```
Tekens met de Shift-toets ingedrukt of met Shift lock geactiveerd:
³  1  2  3  4  5  6  7  8  9  0  °  _
    A  Z  E  R  T  Y  U  I  O  P  ¨  *
     Q  S  D  F  G  H  J  K  L  M  %  £
   >  W  X  C  V  B  N  ?  .  /  +

```

```
Tekens met de AltGr-toets ingedrukt:
   |  @  #        ^        {  }
          €                       [  ]
                                   ´  `
   \                             ~

```

QWERTY · 
AZERTY · 
QWERTZ · 
Dvorak · 
Colemak